# Plechová střecha
Plechové střechy jsou všechny střechy, které pokrývá střešní krytina na bázi kovů.
Plechové střešní krytiny se řadí mezi tzv. „lehké střešní krytiny“, oproti „těžkým střešním krytinám“, jakými jsou pálené nebo betonové tašky. V minulosti se na plechové střechy používaly hlavně pozinkované plechy nebo měď bez dodatečných povrchových úprav. Pozinkovaný plech pak nahradil titanzinek a moderní ocelové krytiny s ochrannými vrstvami na bázi polyesterů a polyuretanů s velmi vysokou životností. Oproti titanzinku mají tu výhodu, že chemicky nereagují s okolními materiály a mají nižší tepelnou roztažnost. V poslední době jsou velmi populární velkoformátové krytiny ze slitiny hliníku. U těchto krytin nehrozí koroze a jsou ekonomicky dostupné. Ochranné vrstvy chrání jádro krytiny a krytinu vůbec před vnějšími povětrnostními vlivy, UV zářením a korozí.

## Hlavní výhody plechových střech
- nízká hmotnost nezatěžuje krov a statiku budovy
- snadná montáž
- dlouhá životnost
- ochranné povrchy nepotřebují velkou údržbu
- stálost barev
- delší záruční doby

## Varianty plechových střešních krytin
- velkoformátové plechové krytiny - pokládka takové krytiny je rychlejší, šířka střešního pásu je okolo 1 metru a délka do 6 metrů, délku krytiny určuje délka střešní krokve, proto se taková krytina vždy vyrábí na zakázku podle konkrétní střechy, na kterou se bude pokládat, pro střechu se před výrobou vytvoří tak zvaný kladečský plán a podle toho je pak krytina namontovaná, tento způsob pokládky je zvolen pro minimalizaci počtu spojů ve střešní krytině
- maloformátové plechové krytiny - jsou vhodné na členité střechy, lze je snadno přizpůsobit složitým tvarům střešních rovin, mezi jejich výhody patří snadná manipulace na stavbě, jako nevýhodu můžeme uvést větší pracnost pokládky

## Komponenty plechových střech
Plechovou střechu tvoří kromě plechové krytiny mnoho dalších komponent, jako spodní konstrukce, okapové systémy, střešní bezpečnostní prvky, oplechování a mnoho dalších doplňků:
- Okapový systém
- Žebříky
- Sněhové zábrany
- Střešní lávka
- Hřebenáče
- Štítová lemování
- Žlaby
- Odvětrávací komínky
- Lemování komína
- Oplechování úžlabí
- Lemování spojů

Oplechování, lemování a hřebenáče jsou při dokončování střechy velmi důležitými prvky. Spojují různé elementy střechy dohromady a střecha díky nim vypadá jednolitě a souvisle. Okapové systémy využívají odvodnění žlaby, svodovými rourami, kotlíky a dalšími prvky, které účinně odvádějí dešťovou vodu do kanalizačního systému. Střešní bezpečnostní prvky, jakými jsou například žebříky, střešní lávky nebo sněhové zábrany zajišťují bezpečný pohyb po střeše při údržbě nebo čištění. Sněhové zábrany pak zamezují, aby sníh a led padal ze střechy na procházející osoby. Žebříky pak slouží jako základní únikové cesty v případě požáru. V některých zemích jsou konkrétní střešní bezpečnostní prvky, jako jsou například žebříky, sněhové zábrany nebo střešní lávky, vyžadovány zákonem. Odvětrávací prvky představují vodotěsné otvory ve střeše, které jsou vytvořeny úmyslně. Jedná se například o komíny, střešní okna nebo ventilační potrubí. Slouží k odvodu vzduchu např. z kuchyně, koupelny, kanalizace, kotle atd. přes střešní plášť.

## Typy provedení plechových střech
Plechové střechy lze dále dělit podle typu použité krytiny. Nejčastěji se v České republice lze setkat s: 
- trapézovým plechem,
- falcovanou plechovou krytinou nebo její napodobeninou,
- krytinou imitující klasické tašky
- krytinou imitující dalších typy tradičních střešních materiálů, např. eternit nebo dřevěný šindel

## Výroba
Velkoformátové plechové krytiny se tvarují válcováním nekonečného pásu za studena. Plech je postupně tvarován několika páry válců a na konci výrobní linky je lis, který zajišťuje příčnou profilaci. Povrchová úprava je vytvořena před tvarováním a musí být tak trvanlivá, aby se tvarováním nepoškodila. Takto vytvarovaná krytina se nakonec stříhá na tabule požadovaných rozměrů dle předem vytvořeného kladečského plánu.
Výrobce plechových střech v České republice jsou např. společnosti Satjam nebo Lindab.